# 于大節
于大節（1436年—？），字守正，江西進賢縣人，明朝政治人物。同進士出身。

## 生平
順天府鄉試第一百三十三名。天順八年（1464年）甲申科進士。授行人，擢監察御史，巡按湖廣，歷浙江、山東按察使。卒於官。
曾祖父晉文。祖父元方。父尚京。